# 公共施設の整備に関連する市街地の改造に関する法律
公共施設の整備に関連する市街地の改造に関する法律（こうきょうしせつのせいびにかんれんするしがいちのかいぞうにかんするほうりつ、昭和36年6月1日法律第109号）は、公共施設の整備とこれに関連する市街地の改造に関する法律である。通称は、市街地改造法。
この法律に基づき実施される市街地改造事業は、道路や広場といった公共施設と建築物を一体的に整備するものであり、都市再開発の前身となっている。
この法律は、同時に制定された防災建築街区造成法（昭和三十六年六月一日法律第百十号）とともに、都市再開発法（昭和四十四年六月三日法律第三十八号）の制定により、同法に整理・統合されて今日に至っている。都市再開発法に基づく市街地再開発事業も多くの都市で事業実施されている。

## 法の目的等
○公共施設の整備に関連する市街地の改造に関する法律（昭和三十六年六月一日法律第百九号）
（目的）
第一条　この法律は、公共施設の整備に関連する市街地の改造に関し、市街地改造事業の施行その他必要な事項について規定することにより、都市の機能を維持し、及び増進するとともに、土地の合理的利用を図り、もつて公共の福祉に寄与することを目的とする。
　（定義）
第二条　この法律において、次の各号に掲げる用語の意義は、それぞれ当該各号に定めるところによる。
　一　市街地改造事業　公共施設の用に供される土地及びその附近地においてこの法律で定めるところに従つて行なわれる公共施設の整備並びに建築物及び建築敷地の整備に関する事業並びにこれに附帯する事業をいう。
　二　建築施設整備事業　市街地改造事業のうち建築物及び建築敷地の整備に関する事業（建築敷地の取得に関するものを除く。）並びにこれに附帯する事業をいう。
　三　施行者　市街地改造事業を施行する者をいう。
　四　施行地区　市街地改造事業を施行する土地の区域をいう。
　五　公共施設　政令で定める重要な道路、広場その他の公共の用に供する施設をいう。
　六　施設建築物　建築施設整備事業によつて建築される建築物をいう。
　七　施設建築敷地　建築施設整備事業によつて造成される建築敷地をいう。
　八　建築施設　施設建築物及び施設建築敷地をいう。
　九　借地権　建物の所有を目的とする地上権及び賃借権をいう。ただし、臨時設備その他一時使用のため設定されたことが明らかなものを除く。
　十　借家権　建物の賃借権をいう。ただし、一時使用のため設定されたことが明らかなものを除く。
　（市街地の改造に関する都市計画）
第三条　建設大臣は、次の各号に掲げる条件に該当する土地の区域について、市街地改造事業を施行すべきことを、都市計画法（大正八年法律第三十六号）の定める手続によつて、都市計画として決定することができる。
　一　当該区域内に公共施設に関する都市計画が決定されていること。
　二　当該区域が建築基準法（昭和二十五年法律第二百一号）第四十八条第一項の用途地域（工業地域を除く。）内にあること。
　三　当該区域（公共施設の用に供される土地の区域を除く。以下次号において同じ。）の二分の一をこえる部分が建築基準法第五十九条第一項の高度地区（建築物の高さの最低限度が定められているものに限る。）内又は同法第六十条第一項の防火地域若しくは準防火地域内にあること。
　四　当該区域内にある耐火建築物（建築基準法第二条第九号の二に規定する耐火建築物をいう。）以外の建築物で地階を除く階数が二以下であるものの建築面積の合計が当該区域内にあるすべての建築物の建築面積の合計の三分の二をこえていること。
　五　当該区域内の公共施設の整備に伴い、建築敷地として形のととのわない又は地積の過小な土地が当該公共施設に隣接することとなるため、市街地としての環境が著しくそこなわれるおそれがあること。
　六　当該区域内に建築物が密集しているため、土地の区画及び形質の変更のみによつては、当該区域内の土地の合理的利用の増進を図ることが困難であること。
第四条　前条の都市計画は、次の各号に掲げるところに従つて決定しなければならない。
　一　公共施設の整備に関する計画は、前条第一号の都市計画に従つて定めること。
　二　建築物の整備に関する計画は、公共施設の整備によつて生ずる空間の有効な利用及び建築物相互間の開放性の確保を考慮して、建築物が都市計画上当該区域にふさわしい階数、配列及び用途構成を備えた健全な高度利用形態となるように定めること。
　三　建築敷地の整備に関する計画は、前号の高度利用形態に適合した適正な街区が形成されるように定めること。
　（市街地改造事業の施行）
第五条　市街地改造事業は、都市計画事業として施行する。
　（施行者）
第六条　都市計画法第五条の規定は、市街地改造事業には適用しない。
２　市街地改造事業は、次に掲げる者が施行する。
　一　公共施設の管理者である又は管理者となるべき建設大臣、都道府県知事又は市町村長
　二　公共施設の管理者である又は管理者となるべき都道府県又は市町村で、建設大臣に市街地改造事業を施行することを申し出たもの
３　公共施設の管理者又は管理者となるべき者が都道府県知事又は市町村長である場合において、その都道府県知事又は市町村長の統轄する都道府県又は市町村が建設大臣に建築施設整備事業を施行することを申し出たときは、建築施設整備事業は、その都道府県又は市町村が施行するものとする。
（以下、略）

## 市街地改造事業
市街地改造事業は、本法にもとづき密集市街地の立体的再開発事業として発足している。これは、主要幹線街路の改良予定線から2～3宅地分の裏宅地を含めた一帯の土地、建物を超過収用して、耐火高層建築物を建設し、既存の各種権利者にその建物床を在来権利の評価額に応じて配分し、更に剰余床を分譲することにより、幹線街路の整備と、宅地の高度利用を併せ図ろうとしたものである。本事業は道路整備5カ年計画の一環として実施されるものであり、当時から懸案であった密集市街地内の街路整備の溢路を打開し、あわせて既存宅地の高度利用に大きく寄与するものと期待されていた。

### 事業の特色
市街地改造事業の発想は、平面的区画整理論の立体化であり、目的は既成市街地における公共施設の整備と建築物の高層化、不燃化を実現することにある。道路、広場等の公共施設の整備改善とあわせ、これらに隣接する地域をも整備し、適当な街区ごとに不燃高層ビルを建築し、都市容量の増大をはかるー方このビルに関係権利者の収容を図っていくという現物補償制度の採用が本事業の大きな特色となっている。一般に公共事業を行なう場合、最も困難なのは用地取得であるが、本事業では関係権利者は施行者が建築する不燃高層ビルに入居するか、または通常の損失補償を受けて地区外に転出するかいずれかー方を自己の自由意志によって選択することができるため、用地買収による場合に比較して地元の協力を得やすい。ビルの入居者に対しては、従前の資産に見合うビルの床が提供され、価額に差があるときは、清算を行なう。高層建物のため、権利者が入居してもなお余る部分（保留床）ができるが、これは、施行者の所有となる。ビル建築などに要する費用は、施行者負担となっているので、施行者はこの保留床を処分して投下資本（主として起債）の回収をはかる。

### 事業実施地区
国土交通省公表する都市計画現況調査によると、市街地改造事業の実績は、11市、16地区である（平成27年3月31日現在、本事業は終了しているので今後とも変更なし。）。具体の市、地区名は以下のとおりである。
浦和市（現さいたま市）（1地区：浦和駅前）、東京都（1地区：新橋駅前）、横浜市（1地区：鶴見駅西口）、金沢市（1地区：武蔵ケ辻第一地区）、熱海市（1地区：熱海駅前）、名古屋市（1地区：小鳥町）、大阪市（2地区：大阪駅前、谷町地区）、茨木市（1地区：阪急茨木市駅前）、神戸市（3地区：六甲地区、三宮地区、大橋地区）、姫路市（3地区：船場第一地区、船場第二地区、船場第三地区）、福岡市（1地区：清川一丁目地区）
注：都市計画現況調査による市街地改造事業実施地区には非掲載であるが、札幌市・駅前通地区でも事業が実施されている。札幌市・駅前通地区では、駅前通りを18mから33m（＊原文のママ、ただし、都市計画道路・札幌駅前通は幅員36m）に拡幅し、約400ｍの区間を市街地改造・防災街区・単純買収方式を併用して実施、うち、5地区で市街地改造事業を活用している。